# Wendy Williams
Wendy Williams Hunter (Asbury Park, 18 juli 1964), geboren als Wendy Joan Williams, is een Amerikaanse voormalige televisiepresentatrice, mediapersoonlijkheid en schrijfster. Van 2008 tot 2021 presenteerde zij het landelijk gesyndiceerde praatprogramma The Wendy Williams Show.

## Biografie
Voordat zij op televisie verscheen, was Williams actief als diskjockey en presentatrice en verwierf snel bekendheid in New York als een shock jock. Ze kwam in de schijnwerpers te staan door haar openlijke ruzies met beroemdheden en was het onderwerp van de realityserie The Wendy Williams Experience van VH1 uit 2006, die gebeurtenissen rond haar radioprogramma uitzond.
Andere activiteiten van Williams omvatten het schrijven van meerdere boeken, optredens in verschillende films en televisieprogramma's, het toeren met haar comedyshow, en haar eigen productlijnen, waaronder een modelijn, een sieradencollectie en een pruikenlijn. 
Williams werd in 2009 opgenomen in de National Radio Hall of Fame. Op haar 50e verjaardag in 2014 werd de straat waar ze opgroeide in Asbury Park hernoemd naar Wendy Williams Way. Ze werd geëerd met de 2.677e ster op de Hollywood Walk of Fame op 17 oktober 2019. Een wassen beeld van Williams bevindt zich in Madame Tussauds New York. In Washington, D.C., bevinden zich verschillende voorwerpen gerelateerd aan Williams' carrière, zoals een microfoon, outfit en pruik die door haar gebruikt zijn, in een televisie-expositie in het National Museum of American History.

### Gezondheid
Williams heeft te maken gehad met gezondheidsproblemen, waaronder de ziekte van Graves en lymfoedeem, en in 2024 kwam daar de diagnose van afasie en frontotemporale dementie bij. Deze diagnoses volgden op haar opname in een kliniek voor cognitieve problemen.